# Femeia (revistă)
Femeia este o revistă lunară „glossy” pentru femei din România, lansată la data de 26 octombrie 2006 de trustul Sanoma Hearst România.
Revista Femeia a apărut pentru prima dată în 1876, cu un an înainte de proclamarea independenței de României.
În trimestrul al treila din anul 2009 a vândut, în medie, circa 24.263 de exemplare.